# Jardín Botánico de Wuhan
El Jardín Botánico de Wuhan en pinyin Wuhan Zhiwuyuan, o en chino: 风景名胜  es un jardín botánico de unas 70 hectáreas situado en Wuhan, en la región central de China.

## Localización
Se encuentra cerca de Wuhan, en la orilla del lago del este, y en el pie meridional de la colina de Moshan.

## Colecciones
El jardín cubre un área de setenta hectáreas, divididas en una docena de jardines especiales y de puntos escénicos. El jardín botánico ha introducido casi 4.000 especies de diferentes  plantas del hogar y del exterior, con lo que es la colección botánica y centro de recursos vegetales más grande de la región central de China.